# Bohuslavice nad Vláří
Bohuslavice nad Vláří – gmina w Czechach, w powiecie Zlin, w kraju zlińskim. Według danych z dnia 1 stycznia 2012 liczyła 390 mieszkańców.
W 2001 roku gmina usamodzielniła się od miasta Slavičín.
W miejscowości jest stacja kolejowa Bohuslavice nad Vláří.
Zobacz też:
- Bohuslavice